# Panas Saksahanski
Panas Karpowycz Saksahanski ukr. Панас Карпович Саксаганский, właśc. Афанасій Карпович Тобілевич, Afanasij Karpowycz Tobiłewycz (ur. 15 maja?/27 maja 1859 we wsi Kamjano-Kostuwate obecnie w rejonie bratskim, zm. 17 września 1940 w Kijowie) – ukraiński i radziecki aktor, reżyser, pedagog, Ludowy Artysta ZSRR.

## Życiorys
Urodził się we wsi Kamjano-Kostuwate w guberni chersońskiej, w zubożałej rodzinie szlacheckiej Karpa Adamowycza Tobiłewicza herbu Trzywdar. Jest bratem Mykoły Sadowskiego, Iwana Karpenki-Karego i Marii Sadowskiej-Barliotti.
W 1875 rozpoczął amatorską działalność sceniczną, od 1883 pracował w teatrze profesjonalnym – w trupach Staryckiego, Kropywnyckiego i Sadowskiego. W latach 1890–1909 kierował trupą skupiającą wybitnych aktorów teatru ukraińskiego (Marija Zankowećka i inni), w latach 1910–1915 występował z rozmaitymi ukraińskimi zespołami teatralnymi w miastach Ukrainy i Rosji. Od 1915 był przez dwa lata w trupie Iwana Marjanenki. W 1918 stworzył w Kijowie Teatr Narodowy, na bazie którego zorganizował w 1922 Ukraiński Teatr Dramatyczny im. M. Zańkoweckiej (obecnie we Lwowie). Pracował również w Teatrze Ukraińskim im. I. Franki i w charkowskim Teatrze Ludowym (1927–1931). Od 1889 był również reżyserem teatralnym.

## Nagrody i odznaczenia
W 1936 otrzymał tytuł Ludowy Artysta ZSRR.